# Бурсукани (Галац)
Бурсукани (рум. Bursucani) насеље је у Румунији у округу Галац у општини Балабанешти. Oпштина се налази на надморској висини од 207 m.

## Становништво
Према подацима из 2002. године у насељу је живело 649 становника, од којих су сви румунске националности.